# Jean-Pierre Aury
Cet article possède un paronyme, voir Jean-Pierre Audy.
Pour les articles homonymes, voir Aury.
 (:aout 2020).
 (mars 2013).
Jean-Pierre Aury, né le 31 juillet 1936 à Versailles et mort le 21 décembre 2017 à Aube, est un plasticien et conseiller en « béton architectonique », qui a collaboré avec un certain nombre d'architectes prestigieux, parmi lesquels Ieoh Ming Pei, Ricardo Bofill, Tadao Ando, Renzo Piano, Jean Nouvel, Hans Hollein ou Jacques Ferrier, sur des chantiers comme le Grand Louvre, la Bibliothèque François-Mitterrand ou Vulcania.

## Biographie
Jean-Pierre Aury est né le 31 juillet 1936 à Versailles de Georges et Jeanne Aury. 
Artiste graveur et sculpteur diplômé de l'école nationale supérieure des beaux-arts de Paris, c'est dans ce domaine qu'il a d'abord appréhendé le béton. Malléable par essence, le béton l'intéressait comme matériau pour ses créations plastiques. Mais ses caractéristiques exigeaient une nouvelle approche de son art qui l'a finalement mené à une étude approfondie du matériau et de ses possibilités, de ses exigences, une étude empreinte d'un empirisme, d'invention.  
Le combat de Jean-Pierre Aury fut de rompre avec l'image péjorative communément attachée au béton, souvent considéré comme gris et moche. « Sa perfection est dans l'art de le composer en tant que matière » disait-il, avec un certain pragmatisme. « Il est évident que le prix du béton de certains grands chantiers présidentiels n’est pas le même que celui d’un lycée. Quand on construit pour des décennies, sinon des siècles, on n’a pas le droit de chipoter sur l’essentiel » confiait-il ainsi le 3 mars 1999 au magazine Les Inrocks.   
Il a ainsi participé à la réalisation des bétons de très nombreux édifices, parmi lesquels figure notamment le Musée du Louvre à Paris. Il s'agissait dans ce cas d'un béton que l'architecte Ieoh Ming Pei voulut apparent et au centre de son œuvre. Une pierre artificielle dont les topiques se réduisent à un juste dosage d’eau, de sable et de graviers. Mais également au choix du bon bois et à la détermination de la durée adéquate pour les coffrages (le temps d’étançonnement et l’origine des planches ont un effet important sur l'aspect et la teinte finale du béton). En 2003, le chantier du Grand Louvre fit par ailleurs l'objet d'une étude de cas par la Harvard Design School, reconnaissant à ce titre l’expertise particulière et la créativité de Jean-Pierre Aury,. 
Jean-Pierre Aury a travaillé dans divers pays du monde, où il a conseillé les plus grands architectes. Outre Ieoh Ming Pei, il a travaillé avec les architectes Ricardo Bofill, Tadao Ando, Renzo Piano, Jean Nouvel, Hans Hollein ou Jacques Ferrier et d'autres ont recouru à ses services.
Mais c'est en 1999 qu'il gagne peut-être définitivement son combat, lorsqu'il crée la surprise avec un béton bleu poli pour habiller l'usine des eaux de Joinville-le-Pont. « Le secret de la couleur : un oxyde de cobalt et de la pâte de verre bleue », expliquent alors les architectes Ferrier et Gruson dans les médias. Ainsi, dans son cadre de béton bleu, une usine des eaux évoquait désormais au journaliste des Echos, François Lamarre, « une galerie d'art où s'exposent vannes, tuyaux et abouts de filtres, dans un industrieux ballet ». Le journaliste ira jusqu'à comparer, dans son article du 1er avril 1999, le béton bleu de Jean-Pierre Aury à « un soupçon de luxe qui habille tout le projet comme une goutte de parfum ».       
Jean-Pierre Aury est aussi l'inventeur (en collaboration avec l'entreprise Sika ) d'une technique innovante de reconstitution du béton à l'identique, très largement utilisée aujourd'hui dans le cadre de restaurations d'ouvrages d'art. C'est notamment grâce à la technique mise au point par l'Atelier Aury que l'église Saint-Joseph du Havre a pu être restaurée de 2003 à 2005 ,. 
Après plusieurs décennies à avoir imaginé, composé, et réalisé les bétons architectoniques des édifices les plus prestigieux de la planète, Jean-Pierre Aury s'est consacré à des chantiers de particuliers, notamment au Luxembourg. Contraint par la maladie, il a pris sa retraite après sa longue carrière. 
Jean-Pierre Aury est ancien membre du Conseil d'administration de Bétocib.
Il décède le 21 décembre 2017 à Aube, dans l'Orne.

## Chantiers
Les archives de J.P Aury répertorient plusieurs milliers de chantiers de grande ampleur sur les cinq continents entre les années 1980 et 2006.  

### Le Grand Louvre
- Date : 1984-1993
- Pays : France (Paris)
- Architecte : Ieoh Ming Pei

#### Description
J.P Aury a contribué à la définition précise des compositions du béton et de ses traitements de finition. Ce chantier a fait l'objet d'études de cas (notamment celle de la Harvard School of Design) et de plusieurs livres (tels que Le Grand Louvre d'Emile Biasini, 1989, et Le Grand Louvre : de la Pyramide à l'Orangerie, un parcours architectural exceptionnel, de Frédérique de Gravelaine et Jean Lebrat, 1999) expliquant, entre autres, le travail effectué par J.P Aury sur ce chantier.

## L'Axe Majeur
- Date : à partir de 1980
- Pays : France (Cergy-Pontoise)
- Architecte: Ricardo Bofill (en collaboration avec le sculpteur Dani Karavan)

### Description
L'Axe Majeur est un Aménagement paysager et sculptural monumental réalisé par l'architecte Ricardo Bofill et le sculpteur Dani Karavan à partir de 1980. Composé de 12 stations, l'axe est aménagé dans la tradition des grands tracés des XVIIe et XVIIIe siècles. Le béton y occupe une place centrale. On peut par exemple citer le béton blanc immaculé du Belvédère et de sa Tour inclinée de 36 mètres (point de départ de l'axe), ou encore la pyramide, élément pilier de l'axe, faite de parements acidés, dont la fabrication a nécessité l'utilisation de silice micronique, d'emplois très spécifiques et rigoureux.

### La Bibliothèque François-Mitterrand

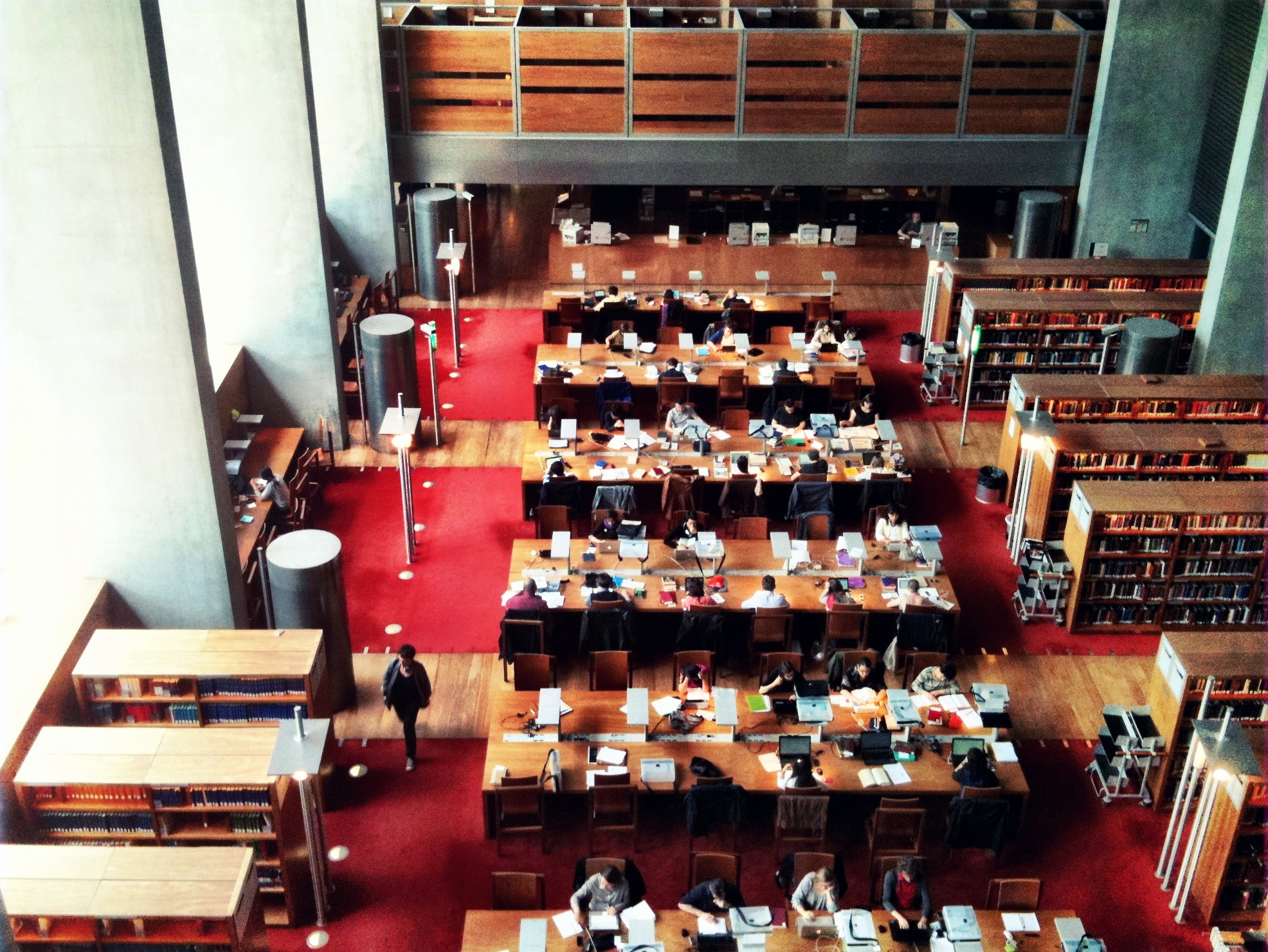
Paris BNF Bibliothèque nationale de France, site François Mitterrand - Rez-de-Jardin

- Date : 1989

- Pays : France (Paris)

- Architecte : Dominique Perrault

#### Description
En juillet 1989, un jury international présidé par I.M. Pei retient le projet de l'architecte Dominique Perrault, dont le choix est confirmé par le Président de la République le 21 août 1989, François Mitterrand.

### Le Stade de France
- Date : 1995-1998
- Pays : France (Paris)
- Architectes:  Michel Macary, Aymeric Zublena, Michel Regembal et Claude Costantini

### L'usine des eaux de Joinville-le-Pont
"J’ai eu d’abord une mission traditionnelle de contrôle de la conformité des bétons gris aux prescriptions, et ensuite une seconde mission beaucoup plus délicate et stimulante de mise au point du béton bleu des façades. Il s’agissait en quelque sorte de matérialiser ce rêve des architectes, celui d’un “mur d’eau”". J.P. Aury
- Date : 1999
- Pays :  France
- Architectes : Jacques Ferrier et François Gruson
- Coût total du projet : 116 millions d'euros
- Coût du béton : 1.9 million d'euros

#### Description
Sur le projet de Joinville-le-Pont, le programme des essais menés en laboratoire par J.P Aury pendant une année (délai indispensable mais rarement accordé aux concepteurs) a fait la différence avec d’autres chantiers. La qualité du résultat final doit également beaucoup au savoir-faire de l’entreprise de préfabrication et au sérieux d’un plan qualité appliqué avec rigueur, sous l’autorité du plasticien mais aussi de l’architecte et du maître d’ouvrage, qui partageaient le même niveau d’exigence.

### Gares Haussmann et Magenta[15]

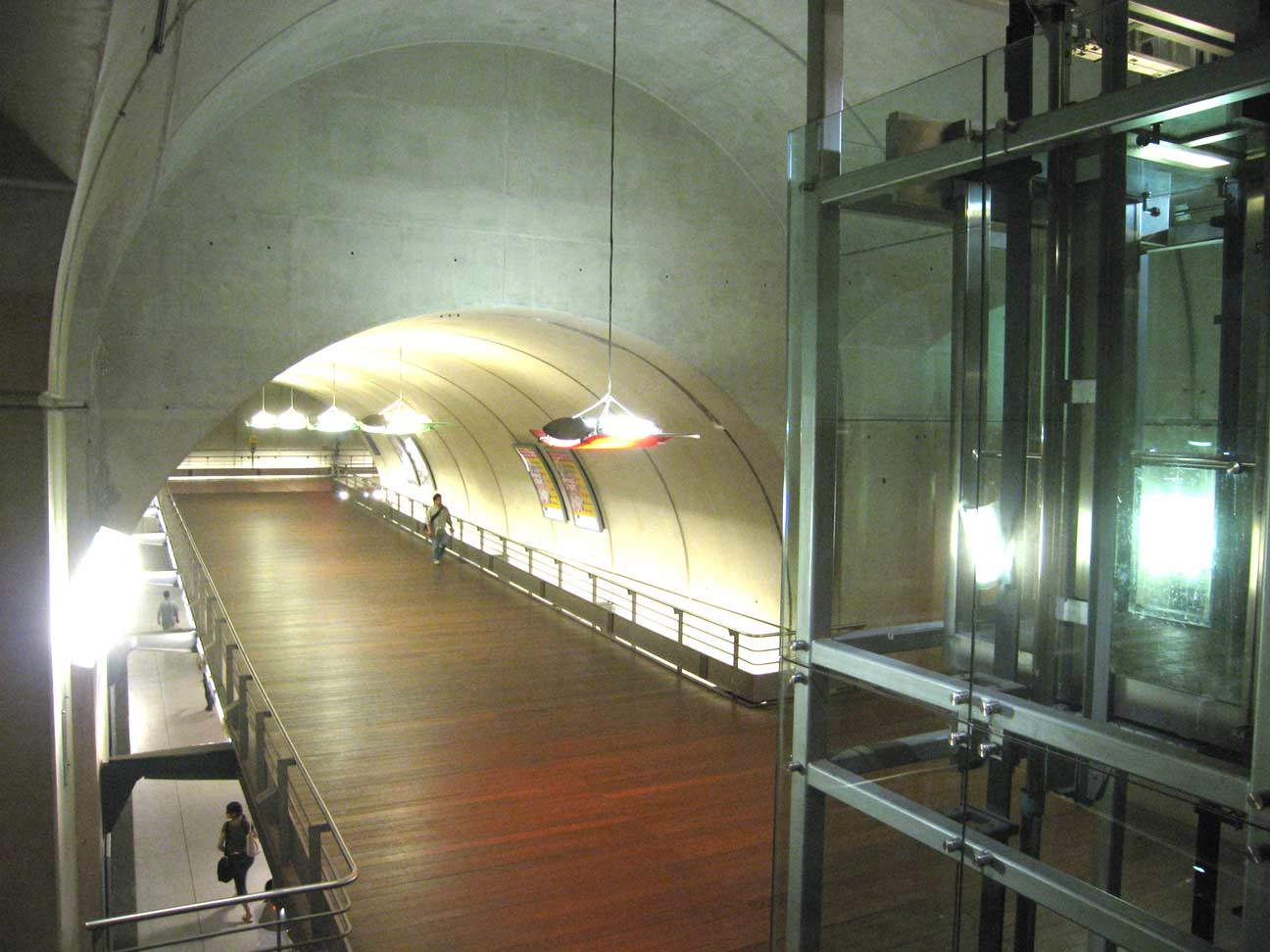
RER-Paris-Couloir-2-ligne-E.jpg

"Prédominant et pleinement assumé, le béton règne en maître, domestiqué avec le concours du plasticien Jean-Pierre Aury, qui le décline sous divers aspects : glacé, ridé, bouchardé ou layé. Ces riches variations le rendent assimilable à haute dose". François Lamarre, Les Echos.
- Date : 1999
- Pays : France
- Architecte : Roland Legrand

#### Description
La gare de Magenta a été construite à 30 mètres de profondeur, sous les fondations du bâti ancien existant. Large, spacieuse, très haute de plafond, la gare de Magenta change complètement des gares et stations de métro habituelles. Ses couloirs supérieurs d'accès sont un mélange de béton brut poli réalisé par J.P Aury et de bois exotique. Le bâtiment comprend neuf niveaux de sous-sol et un rez-de-chaussée.

### Vulcania
- Date: 1990 - 2001
- Pays : France (Auvergne)
- Architecte: Hans Hollein

#### Description
Il s’agit d’un chantier très technique qui a exigé beaucoup d'études avant que ne soient prises les décisions. Les bétons n'ont pas échappé à la règle. Un béton architectonique a été mis au point par J.P Aury dans son laboratoire parisien.  
Ce béton, à base de basalte tiré d'une carrière près de Pontgibaud, de couleur noir intense, parsemé de petits points rouges, pour rappeler la lave, a été testé longuement en laboratoire pour connaître sa résistance au gel, afin de s'assurer que les murs extérieurs supportent les conditions climatiques parfois extrêmes dans la chaîne des Puys, et vieillissent normalement. 
Pour les parties non-visibles du projet, il a fallu prendre un béton encore plus résistant pour le cône, précontraint horizontalement et armé verticalement, avec un système de « cerces », en quelque sorte une résille, prévus tous les trois mètres, dans lesquels un câble est passé pour exercer une compression de 150 tonnes à chaque extrémité.
Tout ce béton a été coulé sur place. Soit 25 000 mètres cubes, c’est-à-dire l'équivalent de 60 ponts autoroutiers moyens (autant qu'il en a été construit sur l'A75, entre Clermont-Ferrand et Bourges, ou encore le tiers des piles du viaduc de Millau). Un voile de béton armé et coloré a également été projeté dans le cratère, accompagné d'un treillis et de tirants d'ancrage en vue de stabiliser la pouzzolane, déposée là il y a des milliers d'années, à la suite d'épanchements volcaniques.
_______________________________________________________________________________________________________________________

### Conseil en béton pour Pizzarotti & C. S.p.A. sur les chantiers à grande vitesse de trains Milan-Bologne
Dates : 2002-2003
- Pays : Italie

- Envoi d'une bonne année 2003 au Geom Nicola Ursi, où les images de deux blocs de béton sont comparées, à 1000 km de distance et à 1600 ans d'intervalle. L'une des images concerne la section de l'aqueduc de Lutèce en France construite par les anciens Romains, l'autre image concerne le béton dessiné par le Geom Ursi Nicola pour la construction des poutres Omega de la ligne à grande vitesse de trains Milan-Bologne.

Video di Nicola Ursi (Pizzarotti & C. S.p.A) dove illustra  il progetto e messa in opera del calcestruzzo architettonico per opere in cemento armato di Jean-Pierre Aury.

### Musée d'art moderne grand-duc Jean dit "Musée Pei"
- Date :
- Pays : Luxembourg
- Architecte :

### Centre National de l'Audiovisuel et Centre Culturel Régional
- Date : 2003-2007
- Pays : Luxembourg (Dudelange)
- Architecte : Paul Bretz

### Restauration de l'église Saint-Joseph

- Date : 2003-2005
- Pays : France (Le Havre)

#### Description
Il s'agit d'un chantier de restauration, à l'identique, de l’œuvre de l’architecte Auguste Perret, classée monument historique. L'église en béton architectonique, qui était très endommagée, notamment à cause d'un problème d'éclatement du béton, résultant de l'oxydation et donc du gonflement des fers, fut entièrement restaurée grâce à une technique développée par J.P Aury, en collaboration avec l'entreprise Sika.
Pour arriver au résultat escompté, il a notamment fallu étudier les nombreux coloris et retrouver les granulats utilisés à l’époque. Le travail d'analyse effectué par J.P Aury a permis d'élaborer des échantillons par des mélanges précis et dosés au gramme près, de pigments d’ocre ton pierre et noir, et de différents granulats. Ces échantillons ont ensuite pu être comparés avec les zones à restaurer, en amont du traitement des fers et de la préparation et de l'application d'un mortier parfaitement identique à celui d’origine. 
Enfin, pour reproduire la trace du coffrage d’origine, le mortier de finition a été appliqué, selon les cas, à la taloche, à l’éponge, ou au moyen d’une planche de bois. Ensuite, deux sortes de dalles de gravillons lavés ont été utilisées pour remplacer celles d’origine : des dalles faites de gravillons de carrière à angle vif, et des dalles de rivière dont chaque élément est arrondi et poli.

### Rockhal
- Date : 2004-2005
- Pays : Luxembourg
- Architecte : Beng
- Originalité béton : une coulé de 150 heures (soit 11 jours et 11 nuits en continu)

#### Description
Les deux salles de spectacles de la Rockhal sont réalisées en béton armé. Le choix du béton est une nécessité : l’acoustique exige de la masse, surtout pour les basses fréquences. Cette exigence a conditionné l’architecture qui joue sur les contrastes. L'édifice comprend deux salles : 
1. La grande salle est composée de deux éléments de 120 mètres de développement sur 22 mètres de haut, soit deux fois 1 500 m3 de béton
2. La petite salle est composée d'un seul élément de 600 m3 de béton. Le tout a été mis en œuvre en une seule fois.

Il a donc fallu mettre au point un machine spécifique, l’imaginer dans ses moindres détails. 
La formulation du béton, véritable pierre angulaire de ce projet fut le point de départ. En effet, celle-ci, en dehors des spécificités propres à la technique choisie, devait répondre aux attentes des architectes et maître de l’ouvrage en termes d’esthétique. Sa teinte noire, couleur du rock 'n' roll, imitant la couleur « poussier » des Hauts Fourneaux, sa rugosité, sa minéralité ont fait l’objet de plusieurs essais et prototypes. Le béton du centre de ressources est quant à lui rouge feu et contraste ainsi avec le noir.

### Murou Art Forest
- Date : 2004-2006
- Pays : Japon (préfecture de Nara, environ à 2 heures de train de la banlieue au départ de Kyoto)
- Sculpteur : Dani Karavan

#### Description
Un flanc de colline à proximité (20 minutes à pied) d'un très vieux temple (Muroji près du village de Muroguchi Ono construit pour partie au XIVe siècle) a été la page sur laquelle Dani Karavan s'est exprimé en combinant béton, acier, bois et eau pour créer un cheminement d'environ 600 mètres de long.

## Inventions et procédés de fabrication

### Béton isolant

#### Résumé
L'invention brevetée concerne un béton dont l'agrégat comprend au moins deux composants dont les densités apparentes sont différentes et sont coordonnées avec la densité apparente du liant hydraulique pour que ces densités aient des valeurs qui soient à la fois distinctes et échelonnées de manière aussi régulière que possible.

### Reconstitution à l'identique

#### Résumé
Le système breveté a été mis au point par Jean-Pierre Aury en collaboration avec l'entreprise Sika. Il consiste en la conception in situ de Béton ou de micro mortier. Le but est d'obtenir la réparation aussi fidèle que possible de l'aspect de surface existante, la réparation devant être «invisible» après l'achèvement des travaux.

#### Exemple: l'église Saint-Joseph du Havre
Les bétons de l’église Saint-Joseph du Havre présentent de nombreuses particularités de colorations et de granulométries dont il a fallu tenir compte dans l’élaboration du micro-béton. Jean-Pierre Aury, plasticien du béton, est intervenu afin d’étudier les nombreux coloris et retrouver les granulats utilisés à l’époque. Le responsable du chantier, avec sa collaboration, a donc élaboré des échantillons par des mélanges précis et dosés au gramme près, de pigments d’ocre ton pierre et noir, ainsi que de différents granulats. Ces échantillons ont ensuite été comparés aux zones à restaurer, afin d’appliquer un mortier de réparation parfaitement identique à celui d’origine. Mais les particularités de cet édifice ne s’arrêtent pas là ! Il possède également de nombreuses marques de planches visibles sur les aplats de béton ainsi que des dalles de gravillons lavés. Pour reproduire la trace du coffrage d’origine le mortier de finition a donc été appliqué, selon les cas, à la taloche, à l’éponge, ou au moyen d’une planche de bois. Ensuite, deux sortes de dalles de gravillons lavés ont été utilisées pour remplacer celles d’origine : des dalles faites de gravillons de carrière à angle vif, et des dalles de rivière dont chaque élément est arrondi et poli.